# Pardosa tristiculella
Pardosa tristiculella este o specie de păianjeni din genul Pardosa, familia Lycosidae. A fost descrisă pentru prima dată de Roewer, 1951.
Este endemică în Myanmar. Conform Catalogue of Life specia Pardosa tristiculella nu are subspecii cunoscute.